# Pommersche Fischerteppiche

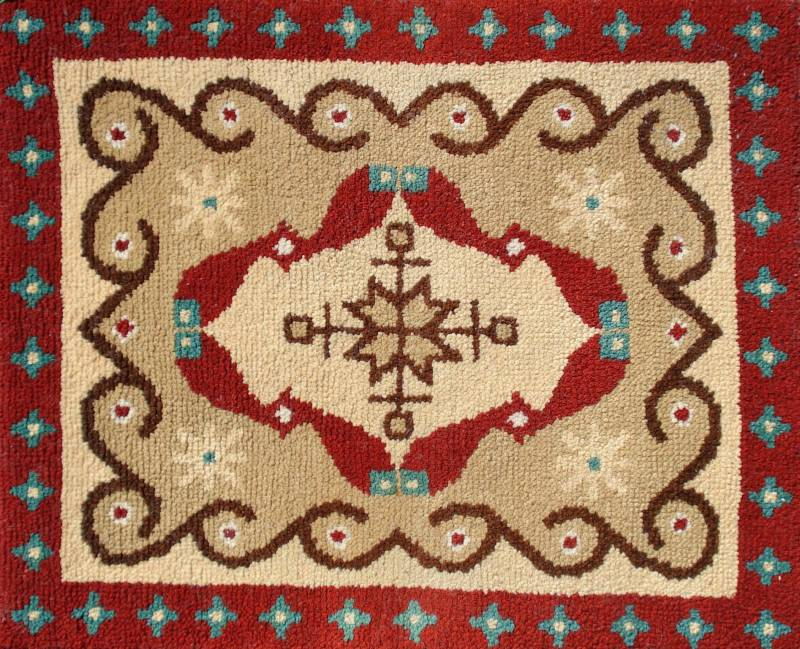
Fischerteppich mit Wellen, vier Stranddisteln, acht Fischen und einem Vieranker

Pommersche Fischerteppiche sind handgeknüpfte, schafwollene Teppiche mit maritimen Motiven aus der Region Ostvorpommern. Die Pommerschen Fischerteppiche wurden anfänglich im Nebenerwerb von Fischern entworfen und geknüpft. Aufgrund ihres ursprünglichen Entstehungsortes, des Fischerdorfs Freest am Peenestrom, wurden sie zu DDR-Zeiten als Freester Fischerteppiche vermarktet, obwohl sie sowohl in den umliegenden Dörfern Lubmin, Spandowerhagen, Kröslin als auch in den Städten Greifswald, Wolgast, Lassan und Usedom geknüpft wurden und teilweise noch werden.
Die Kultusministerkonferenz der Länder hat die Fischerteppiche auf Empfehlung der Deutschen UNESCO-Kommission in das bundesweite Verzeichnis des immateriellen Kulturerbes aufgenommen. Seit März 2023 gehören sie als „Vorpommersche Fischerteppiche“ zum immateriellen Kulturerbe Deutschlands.

## Geschichte

### Weimarer Republik

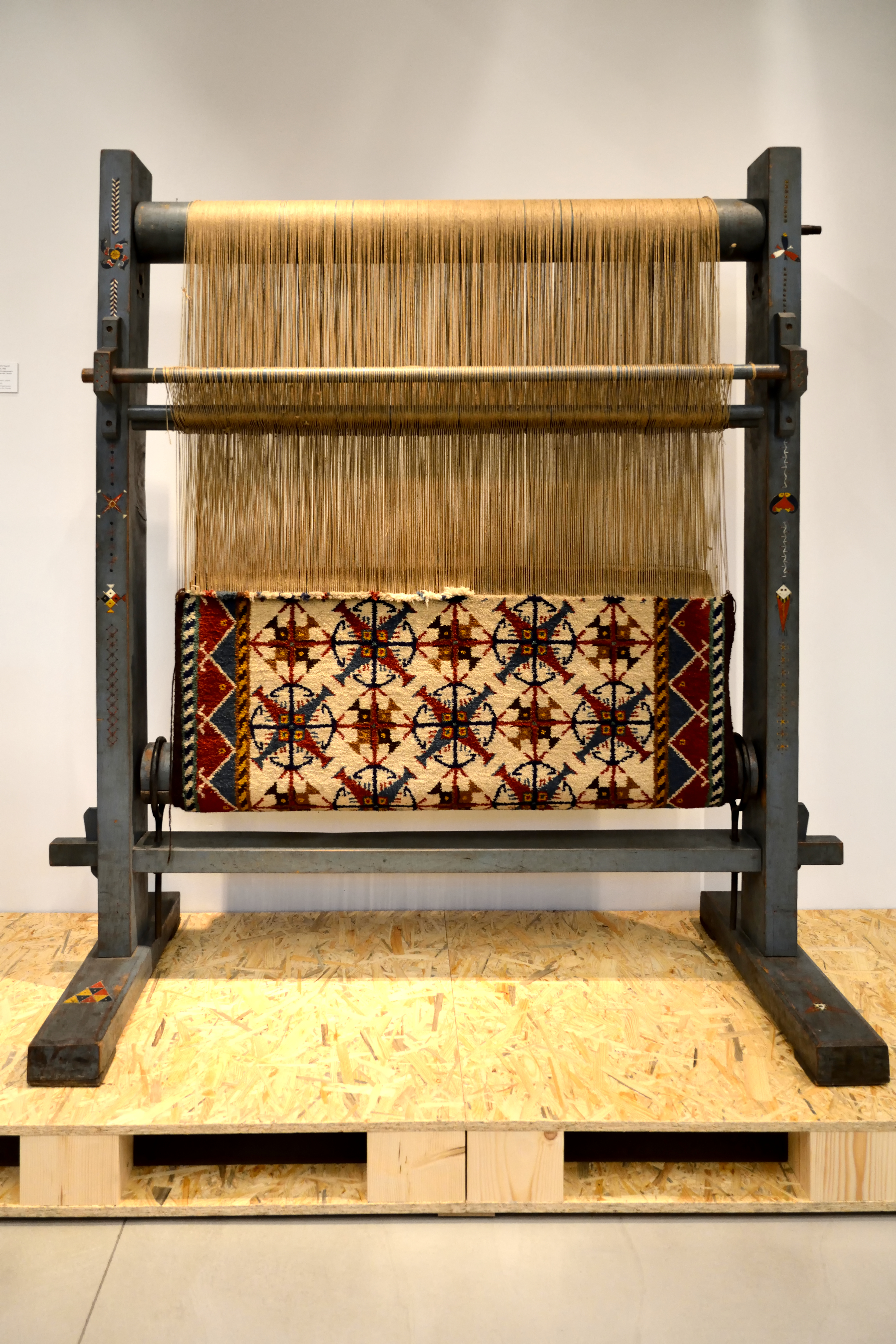
Knüpfstuhl mit Fischerteppich aus Freest (1955). Ausstellung im Museum Europäischer Kulturen in Berlin

Im Jahr 1928 bewilligte die Regierung des Landes Preußen für drei Jahre Hilfsgelder für die notleidenden Fischer an der Ostsee. Für die Verwendung der Mittel waren die Landräte zuständig. Fast alle zahlten das Geld aus. Nur der Greifswalder Landrat Werner Kogge entschied sich dafür, stattdessen andere Erwerbsmöglichkeiten zu eröffnen. Die Wahl fiel auf die Teppichknüpferei. Kogge ließ sich dabei von dem Gedanken leiten, dass die Fischer durch das Knüpfen und Flicken ihrer Fischernetze und Reusen über das hierzu nötige Geschick verfügten. Auf eine überregionale Zeitungsanzeige, in der ein erfahrener Anleiter für die künftigen Teppichknüpfer gesucht wurde, meldete sich der österreichische Textilfachmann Rudolf Stundl. Dessen Ernennung zum Beauftragten zur Gründung einer Teppichknüpferei in Vorpommern erwies sich als wahrer Glücksfall. Rudolf Stundl war im handwerklichen Umgang mit Web- und Knüpftechniken ausgebildet und hatte bereits 1922 in Zagreb Erfahrungen im Restaurieren von orientalischen Teppichen sammeln können. Er entwickelte spezielle Webstühle, die in den niedrigen Fischerkaten Platz fanden, und ließ diese nach seinen Plänen von Tischlern der Region anfertigen. Da die Teppichproduktion in Heimarbeit erfolgen sollte, gründete man als gemeinsames Dach aller Teppichknüpfer die Pommersche Fischer Teppich Heimknüpferei mit Sitz in Greifswald. Rudolf Stundl übernahm die Schulung und Betreuung von anfänglich 52 Teppichknüpfern (40 in Freest und zwölf in Lubmin). 1930 waren es bereits 58 (42 in Freest, zwölf in Lubmin und vier in Spandowerhagen). Stundl entwarf die Teppichmotive und knüpfte auch die notwendigen Kontakte zum Verkauf der ersten fertigen Fischerteppiche. Schon bald konnten einzelne große Aufträge an Land gezogen werden.

### Nationalsozialismus
Während der Zeit des Nationalsozialismus wurde die pommersche Volkskunst als angeblich uralte nordische Tradition vereinnahmt. Schon bald gehörten NS-Größen wie Alfred Rosenberg, Hermann Göring und angeblich sogar Adolf Hitler zu den Besitzern von Fischerteppichen. Darüber hinaus sind „viele Reichsminister und hohe Staatsbeamte, die größten deutschen Schifffahrtslinien, Museen, Gauleitungen, Fliegerhorste, Professoren und viele andere kunstverständige Personen“ im Besitz von Fischerteppichen gewesen. Motive wie der Vierfisch und andere in Form eines Sonnenrades gehörten nun zum nachgefragten Grundsortiment. Trotzdem kam es in den 1940ern durch kriegsbedingte Kürzungen und Uneinigkeiten mit Stundl, der einige Zeit sogar inhaftiert gewesen war, zum Erliegen der Teppichproduktion.

### 1945 bis 1990

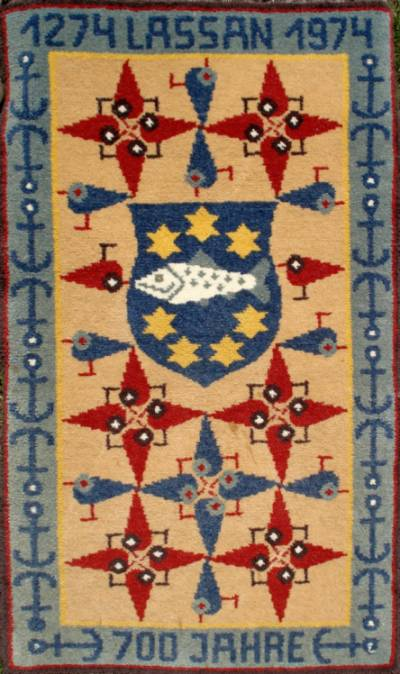
Jubiläumsteppich mit Möwen und Lassaner Wappen

Erst nach dem Krieg wurde das Kunsthandwerk wieder aufgenommen. Ein erster Beleg hierfür ist ein Ornamentteppich von 1946, der zum Bestand der Universität Greifswald gehört und die Jahreszahl anzeigt.
Ein weiteres Zeugnis für den Neuanfang nach dem Krieg ist der Krösliner Altarteppich von 1947. Die Wolle für den Teppich wurde aus Kostengründen mit selbst gesammelten und erzeugten Naturfarben eingefärbt. Die Gesamtkosten trug die Gemeinde aus Spendengeldern. Der Altarteppich zeigt Jesus am Kreuz, zu seinen Füßen stehen acht Menschen, deren Gefühlsregung von Ablehnung über Gleichgültigkeit bis hin zur Anbetung reicht. Über dem Christushaupt leuchtet der Dreifisch, Symbol sowohl für die Teppichknüpfer als auch für den dreieinigen Gott. Der Altarteppich hängt heute wie damals in der Christophorus-Kirche Kröslin.
Als eine der ersten Handwerklichen Produktionsgenossenschaften (PGH) in der DDR wurde am 17. Mai 1953 die PGH „Volkskunst an der Ostsee“ gegründet und in den Folgejahren sukzessive auf weitere Standorte wie Wolgast (1961), Lassan (1962), Heringsdorf und Zinnowitz auf Usedom (1964) ausgedehnt. Das Besondere an dieser PGH war die überwiegende Heimarbeit der Mitarbeiter. Im Ackerbürgerstädtchen Lassan befanden sich bis zum Ende der 1980er Jahre die Werkstatt, die Färberei und das Lager der Teppichgenossenschaft. Insgesamt waren rund 20 Frauen dort beschäftigt. Große Auftragsarbeiten waren oft Jubiläumsteppiche wie 1956 zur 500-Jahr-Feier der Universität Greifswald, 1974 zur 700-Jahr-Feier Lassans oder 1987 zur 750-Jahr-Feier Berlins. Auftraggeber waren oft offizielle wie halboffizielle Stellen. Walter Ulbricht und Erich Honecker waren Besitzer von Fischerteppichen. Auch Teppiche mit dem Wappen der DDR Hammer und Zirkel im Ährenkranz oder Auftragsarbeiten für das Ministerium für Staatssicherheit, beispielsweise für das Wachregiment „Feliks Dzierzynski“ sind belegt.

### Nach 1990

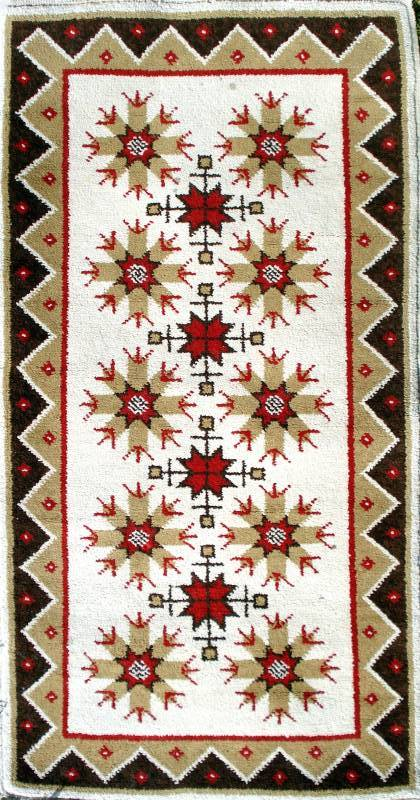
Fischerteppich mit Freester Stranddistel und Vieranker

Mit den Verwerfungen der Wende und der anschließenden großen wirtschaftlichen Unsicherheit kam am 15. Mai 1992 das Aus für die PGH Ostseekunst. Versuche des ehemaligen Bürgermeisters von Freest, Reinhard Bernau, der die Konkursmasse der PGH erwarb und 1993 ein eigenes Unternehmen gründete, den Anschluss an die Marktwirtschaft zu finden, verliefen im Sande. Gegenwärtig entstehen Fischerteppiche als geförderte Maßnahme auf der Gutsanlage Mölschow auf Usedom und vereinzelt in privater Initiative, zum Beispiel in Lubmin und Spandowerhagen.

## Gestaltung
Die Volkskunst der Fischerteppiche entstand nicht zusammenhang- und geschichtslos aus dem Nichts. Aus der orientalischen Teppichkunst wurden für die Pommerschen Fischerteppiche sowohl die Art des Materials (Schafwolle) als auch die Technik des Knüpfens übernommen. Als Knotenart kommen hauptsächlich der symmetrische, aber auch der asymmetrische Knoten zur Anwendung. Dem Österreicher Rudolf Stundl war schnell klar, dass es wenig sinnvoll sein würde, die Fischer dieselben Ornamente knüpfen zu lassen, welche schon die Orientteppiche zieren und ausmachen. Einerseits hätte die orientalische Ornamentik in Vorpommern einen kulturfremden Einfluss dargestellt, andererseits hätte mit deren Übernahme das Alleinstellungsmerkmal gefehlt. Aus diesem Grund entwarf der gelernte Teppichwirker Stundl eigene Ornamente, die er dem Lebensraum der Fischer entlehnte.

### Motive
Der Motivkanon der Pommerschen Fischerteppiche umfasst eine Fülle an maritimen Ornamenten und speist sich hauptsächlich aus dem direkten Lebensumfeld der Fischer und Teppichknüpfer. Zu den klassischen und häufig verwendeten Motiven gehören Wellen, Möwen, Schwäne, Kormorane, Anker (in der Bordüre oft als Doppelanker, im Mittelfeld als Vieranker), Kogge, Stranddisteln (Lubminer oder Freester Stranddistel) und natürlich Fische in unterschiedlichsten und originellen Kombinationen: Stein- oder Plattfisch; Zweifisch, Dreifisch, Vierfisch oder als Achtfischrosette. Darüber hinaus gibt es auch Waldmotive wie Hirsche, Hirschkäfer, Eichkater, Eichenlaub sowie das pommersche Wappentier, den Greif. Es gibt aber auch Teppiche mit einem Baum des Lebens und Paradiesvorstellungen.

### Farben
Die typische Farbigkeit der Fischerteppiche ist eher als herb zu bezeichnen und ergibt sich aus den Farben der vorpommerschen Küstenlandschaft. Der Grundton der Teppiche ist warm und erdig, um den Heimatbezug zu betonen. Den verwendeten Farbwerten wurden Entsprechungen aus der realen Lebenswelt zugeordnet, denn dies erleichtert die Identifikation der Teppichknüpfer mit ihrem Heimatprodukt, welches eine Form von nordischer Volkskunst repräsentiert. Diese Art Farbenlehre ist jedoch der Entstehungszeit geschuldet und stellt keine endgültige Festlegung, sondern vielmehr einen tradierten Konsens dar. In jüngster Zeit wird auch mit grelleren Farbwerten wie Silber und Orange experimentiert, um neue und moderne visuelle Ergebnisse zu erzielen. Die traditionelle Übersetzung der Farben sieht so aus:
- Hellblau: Himmel
- Dunkelblau: Meer
- Grün: Küstenwälder
- Braun: Holz der Schiffe
- Rot (Ochsenblut): Segel der Zeesenboote
- Grau: Regenhimmel u. Kormorane
- Weiß: Möwen u. Schwäne
- Ocker: Strandsand
- Rehbraun: Wild

### Beschaffenheit
Rudolf Stundl setzte bei der Beschaffenheit der Fischerteppiche auf eine robuste Qualität. So wird gern mit der Behauptung geworben, Fischerteppiche würden erst richtig schön, wenn ein Regiment Soldaten darüber hinwegmarschiert sei – eine Behauptung, die durch kein überliefertes Ereignis belegt ist. Weniger martialisch und lebensbejahender heißt es im Freester Teppichknüpferlied: „Wi knüppen un wäben en Teppich för’t Leben.“ Eine Teppichfläche von 10 × 10 cm hat 24 Knoten in 24 Reihen, das sind 580 Knoten (24 × 24 = 576). Hochgerechnet auf einen Quadratmeter ergibt sich die schwer vorstellbare Zahl von etwa 58.000 Knoten. Eine erfahrene Teppichknüpferin braucht hierfür etwa 160 Stunden und 2500 Gramm Wolle. Auch aus diesem Grund werden Fischerteppiche gern als „Perser von der Ostsee“ bezeichnet.

## Beispiele

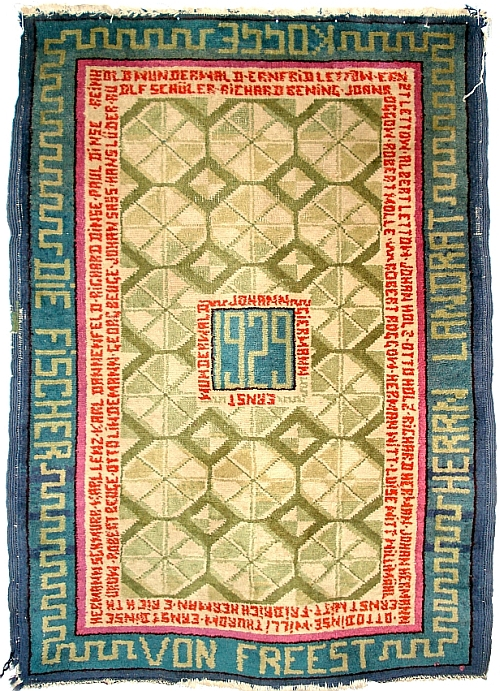
Freester Dankesteppich (1929) – Dankesteppich für Landrat Werner Kogge aus dem Bestand des Pommerschen Landesmuseum Greifswald
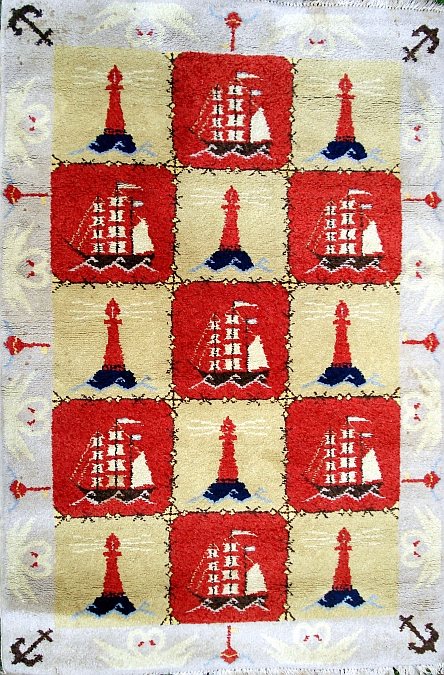
1930er: Waschower Leuchtturmteppich
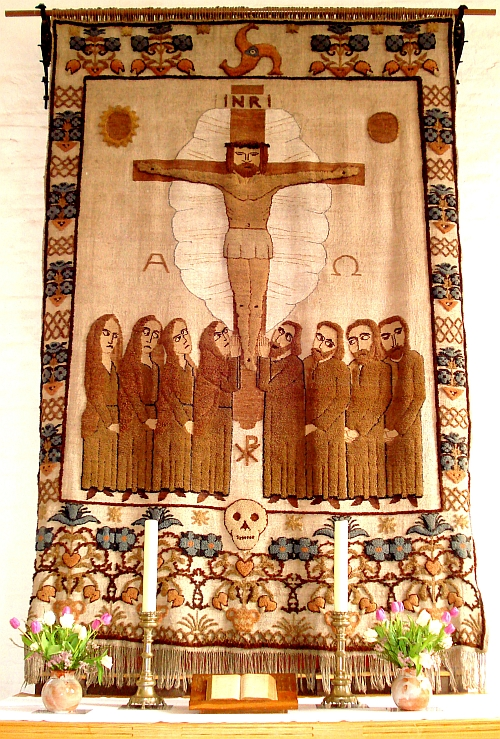
Altarteppich Kröslin (1948)
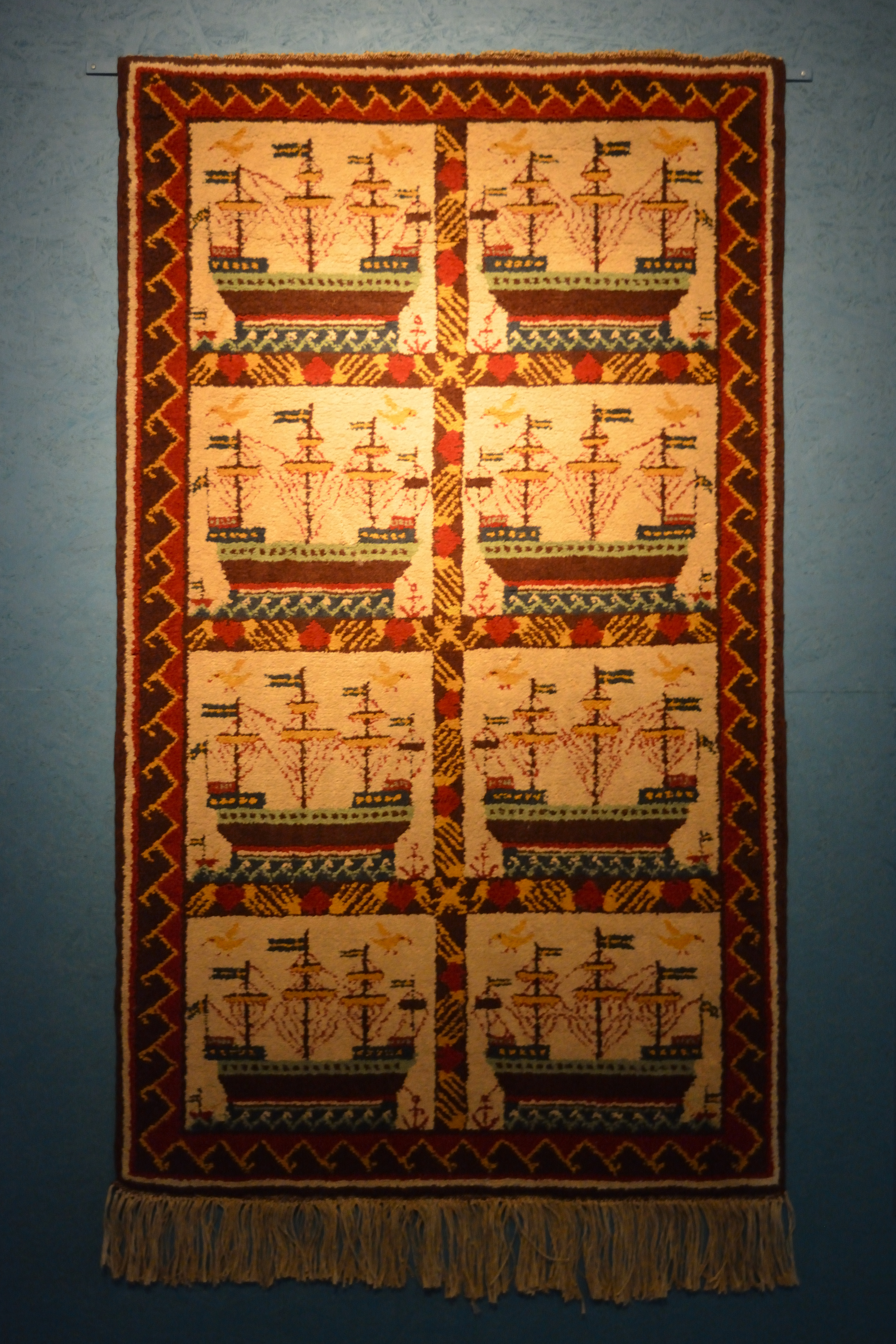
Fischerteppich aus Freest mit Koggenmuster (1953) im Museum Europäischer Kulturen

- Dankesteppich: Eine der frühesten Arbeiten ist der sogenannte Dankesteppich aus dem Jahr 1929, den die ersten knüpfenden Fischer dem Landrat Werner Kogge überreichten. Landrat Kogge hatte die Idee, Fischer für das Knüpfen von Teppichen zu gewinnen. Der Dankesteppich enthält neben den 34 Namen der beteiligten Teppichknüpfer die Grußadresse: DIE FREESTER FISCHER HERRN LANDRAT KOGGE.
- Paradiesteppich: Diese Arbeit von 1929 zeigt Adam und Eva am Baum der Erkenntnis, in dessen Krone sich das Auge Gottes befindet. Der Teppich stammt aus dem Nachlass der Schauspielerin Ursula Schoene-Markus und gehört heute zur Sammlung der Greifswalder Universität. Es handelt sich hierbei vermutlich um den ältesten erhaltenen Fischerteppich.
- Jagdteppich: Im Jahr 1935 machte die Provinz Pommern dem Reichsjägermeister Hermann Göring einen Jagdteppich zum Geschenk. Diese Auftragsarbeit entstand nach einem Lubminer Kinderentwurf und befindet sich heute in Privatbesitz.[7]
- Altarteppich: Eine Einzigartigkeit stellt der Krösliner Altarteppich von 1947 dar. Er wurde in der kargen Nachkriegszeit aus mit Naturfarben eingefärbter Schafwolle geknüpft. Er kann in der Christophorus-Kirche Kröslin besichtigt werden. Auch die Johanneskirche in Wusterhusen und die Petrikirche in Lubmin haben einen Fischerteppich in ihrer Ausstattung.
- Atomteppich: Ebenfalls eine Besonderheit sind die zu DDR-Zeiten gefertigten Atomteppiche. Diese bezogen sich in ihrer Motivik auf das wichtigste Kernkraftwerk der DDR in Lubmin.

## Zitate
- „Wi knüppen un wäben een Teppich för’t Leben.“ (1. Zeile des plattdeutschen Teppichknüpferliedes)

## Ausstellungen
Die derzeit weltgrößte Sammlung an Fischerteppichen besitzt das Stadtgeschichtliche Museum Wolgast, die „Kaffeemühle“. Die Kustodie der Universität Greifswald, die den künstlerischen Nachlass Rudolf Stundls verwaltet, verfügt über eine Sammlung von 23 Freester Fischerteppichen und Wandbehängen. Weitere Fischerteppiche können in der Freester Heimatstube und im Pommerschen Landesmuseum in Greifswald besichtigt werden. Das Weblog Freestland veröffentlicht sukzessive einen umfangreichen Bildkatalog mit in privater und öffentlicher Hand befindlichen Fischerteppichen.
Bis zum 20. März 2020 sind in der Ausstellung Een Teppich för’t Leben im soziokulturellen Zentrum St. Spiritus Greifswald Leihgaben aus der Kustodie der Universität Greifswald, dem Pommerschen Landesmuseum, der Sächsischen Landesbibliothek Dresden und von privaten Sammlern zu sehen.

### Fachtexte
- Birgit Dahlenburg: Pommersche Fischerteppiche – traditionsreiches Kunsthandwerk oder Medium ideologischer Vereinnahmung? In: Bernfried Lichtnau (Hrsg.): Bildende Kunst in Mecklenburg und Pommern von 1880 bis 1950. Kunstprozesse zwischen Zentrum und Peripherie. Lukas Verlag, Berlin 2011, ISBN 978-3-86732-061-0, S. 446–453.
- Kurt Feltkamp & Eckhard Oberdörfer: Freester Fischerteppiche. Sardellus Verlag, Greifswald 2011, ISBN 978-3-9813402-2-8.
- Kurt Feltkamp & Birgit Dahlenburg: Freester Fischerteppiche der Ernst-Moritz-Arndt-Universität Greifswald. Ausstellungskatalog (13. März – 30. April 2008) anlässlich des 110. Geburtstags des Tapisseristen Rudolf Stundl. Greifswald 2008, ISBN 978-3-86006-305-7.
- Kurt Feltkamp & Jürgen Flachsmeyer: Vorpommersche Fischerteppiche unter historischen, ästhetischen und mathematischen Aspekten. Greifswalder Universitätsreden, Neue Folge, Nr. 127, 2007.
- Anja Prölß-Kammerer: Der Knüpfteppich als Teil der „nordischen“ Volkskunst. Die Pommer’schen Fischerteppiche und die ostpreußischen Bauernteppiche. In: Die Tapisserie im Nationalsozialismus: Propaganda, Repräsentation und Produktion. Facetten eines Kunsthandwerks im „Dritten Reich“. Hildesheim 2000, ISBN 978-3-487-11167-4.
- Lutz Mohr, Rudolf Stundl (Bearb.): Volkskunst an der Ostsee. 50 Jahre Freester und Lubminer Fischerteppichknüpferei. In: Neue Greifswalder Museumshefte. Nr. 6/1978 Sonderheft.
- PGH Volkskunst an der Ostsee (Hrsg.): Fischer Teppiche. Broschüre, Greifswald 1961.

### Zeitungsartikel
- Annika Kiehn (Text) & Martin Pauer (Fotos): Freester Teppiche: Alle hoffen auf die schwarzen Schafe. In: F.A.Q. – Frankfurter Allgemeine Quarterly vom 2. Juni 2022.
  - der wort- und bild-identische Artikel von Annika Kiehn (Text) & Martin Pauer (Fotos): Die Hoffnung ist das schwarze Schaf. In: Das Magazin vom Januar 2023, S. 84–90.
- Christine Senkbeil: Ein Zentner Kohlen für die Knüpfer. Wie der Krösliner Altarteppich entstand. In: Mecklenburgische & Pommersche Kirchenzeitung vom 11. August 2008.
- Kathrin Michulla: Nordisches Bild auf persischer Knüpftechnik. In: Nordkurier/Anklamer Zeitung vom 23. Juli 2008, S. 16.
- Sven Jeske: Begehrte Kostbarkeiten aus Schafswolle. In: Ostsee-Zeitung vom 18. September 1993, S. 17.
- Sven Jeske: Wolgaster Volkskunst-PGH knüpft Wolle und Kontakte. In: Ostsee-Zeitung vom 23. November 1991, S. 11.

### Romane
- Karin Kalisa: Fischers Frau. Roman. Droemer Knaur, München 2022, ISBN 978-3-426-28209-0.

### Filmbeispiel
- Wirtschaftsakademie Nord: Hille Tieden. Fischerteppiche mit Tradition auf YouTube, Dokumentation vom 15. August 2021.
- MV1: Freester Fischerteppiche. Gisela Zeidler hält ein altes Kunsthandwerk am Leben auf YouTube, Dokumentation vom 5. Mai 2017.